# Bellefontaine (Martinica)
Bellefontaine é uma comuna francesa no departamento ultramarino da Martinica. Estende-se por uma área de 11.89 km², e possui 1.770 habitantes, segundo o censo de 2018, com uma densidade de 150 hab/km².